# Бої за Часів Яр
Битва за Часів Яр між українськими та російськими військами почалася у квітні 2024 року, під час російського повномасштабного вторгнення.
Часів Яр розташований неподалік Бахмута і лежить на висотах. У східній його частині розташований канал, зручний для оборони.[⇨] Після того, як росіяни захопили Бахмут у 2023 році, вони продовжили наступ на захід, до Часового Яру.

## Передумови та географія
Часів Яр — місто із населенням у 14 тис. мешканців до російського вторгнення. Він розташований між Бахмутом і Костянтинівкою. Місто також є залізничним вузлом. У 2021 році тут був розташований штаб ООС.
Географія Часового Яру робить це місто гарним оборонним рубежем, оскільки воно розташоване на переважаючих висотах. Найвища точка у місті — 247 метрів, а в сусідніх Костянтинівці, Дружківці, Слов'янську і Краматорську — середні висоти від 100 до 125 метрів. Дорога від Бахмута до Часово Яру також проходить через водний канал, через який перекинуто кілька мостів. Цей канал створює природний бар'єр в східній частині міста. Руйнування цих мостів може суттєво ускладнити просування російських військ. Пагорби та більша частина забудови Часового Яру лежать на західному березі каналу, і лише новий мікрорайон «Канал» розташований на східному.
З серпня 2022 події в Часовому Ярі стали частиною битви за Бахмут, під час неї він зазнавав все більше обстрілів зі сторони російських військ. Найбільш кривавий обстріл прийшовся на 9 липня 2022 року, в результаті якого загинуло 48 людей (в тому числі 1 дитина). Коли взимку 2023 року битва за Бахмут була у самому розпалі, Часів Яр став найголовнішим логістичним центром української армії, через нього проходила «дорога життя» — останній маршрут, по якому вдавалось постачати гарнізон ЗСУ в майже оточеному Бахмуті.
Влітку і восени 2023 року українські війська відтіснили росіян на флангах Бахмуту, але наприкінці осені та взимку росіяни здійснили контрудар на цьому напрямку. В листопаді 2023 року росіяни захопили селище Хромове, північно-західну околицю Бахмута, і наступали на сусідні села між Бахмутом і Часовим Яром — Іванівське і Богданівку. У березні 2024 року бої тривали за ці села.
На весну 2024 року під Часовим Яром були встановлені протитанкові і протипіхотні мінні поля, насипи і протитанкові вали.

## Перебіг бойових дій
На початку квітня 2024 року в східний мікрорайон «Канал» на крайню вулицю Зелену зашла група російських військових. Мікрорайон перебував раніше під постійним обстрілами і там не залишилось жодного цивільного. На той час до оборони міста була залучена 67-ма окрема механізована бригада. Незадовго перед цим росіяни просунулися під Іванівкою і Богданівкою, а потім пройшли між цими селами через поля і лісопосадки. За даними українських джерел, цей прорив стався через невдалі дії 67-ї окремої механізованої бригади, яка обороняла сектор. Зокрема, у 67-й бригаді були непорозуміння між добровольцями «Правого сектору» і звичайними мобілізованими. Це призвело до того, що останніх без належної підготовки відправляли утримувати складні ділянки фронту. При посиленні російського наступу деякі військові 67-ї бригади не витримали і залишили позиції. Це викликало осуд з боку генштабу ЗСУ, і вище командування ЗСУ почало переводити командирів та бійців ДУК ПС, які були бойовим кістяком бригади, в інші військові частини. У бригаді виразили протест проти такого «переформатування бригади». За даними Юрія Бутусова, частини 67-ї бригади були приданими до 41-ї механізованої бригади.
5 квітня 2024 року з'явилося відео боїв 67 ОМБр на околиці міста. За даними бригади, росіяни наступали із залученням 32 одиниць броньованої техніки. Російський наступ підтримувало 4 штурмовики Су-25, які випадково почали завдавати удару по позиціях своїх же військових.
6 квітня, за словами Сирського, бої за місто були одними з найбільш важких на всій ліній фронту.
9 квітня повідомлялося, що Росія задіяла у наступі підрозділи 98-ї повітрянодесантної дивізії та 11-ї десантно-штурмової бригади. За оцінкою Defense Express, це свідчило про важливість цього напрямку для росіян.
14 квітня повідомлялося, що 67 ОМБр втратила деякі позиції під Часовим Яром. Після цього у бригаді почалися перевірки та переведення військових, які були кістяком підрозділу.
1 травня російські війська форсували канал Сіверський Донець — Донбас на півдні від Часового Яру.
2 травня російські війська дійшли до межі міста.
9 травня підрозділ Kraken показав удари за допомогою FPV дронів під час оборони міста.
28 травня було збільшено кількість штурмів росіян на місто.

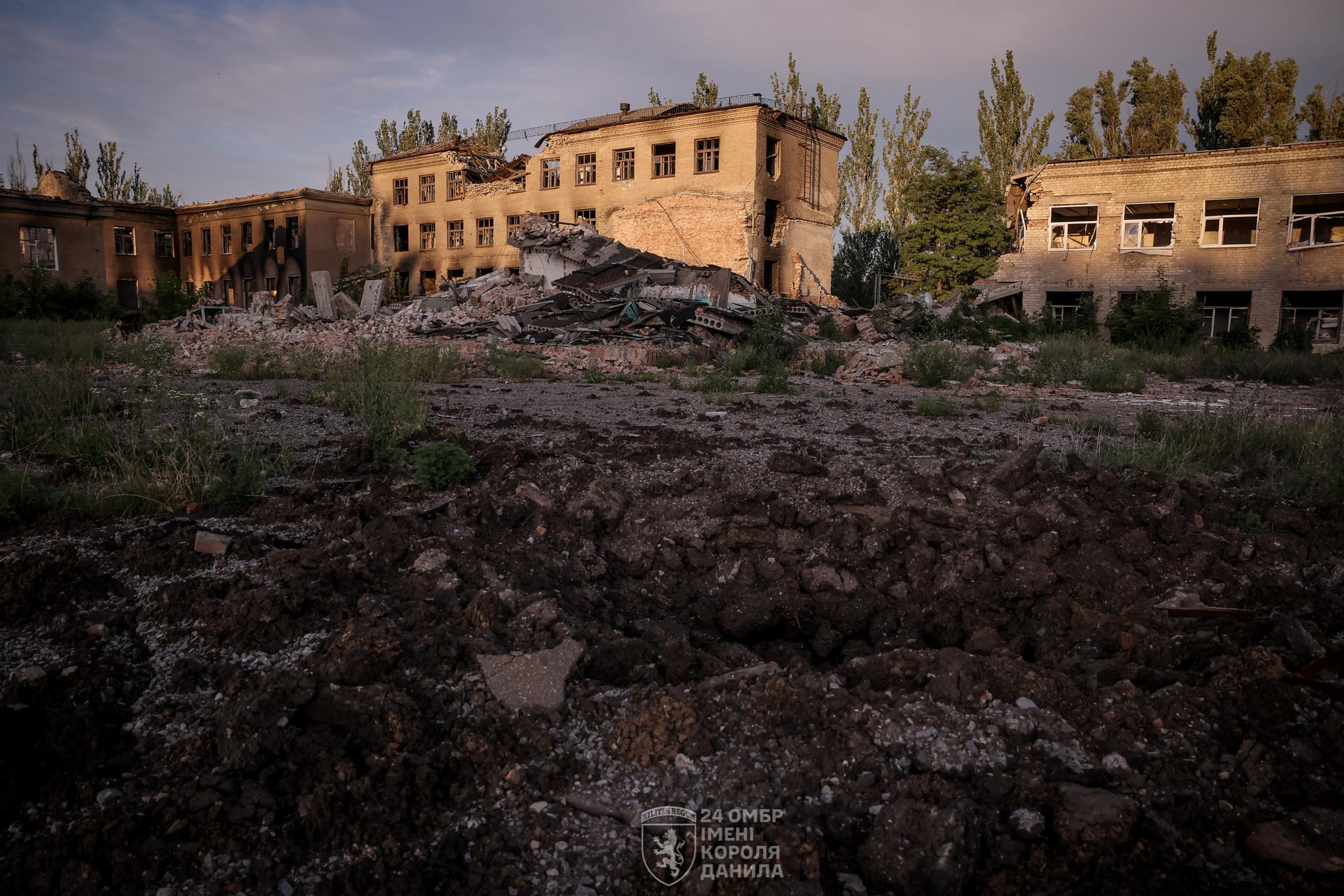
Червень 2024.

На 4 червня місто тримали Окрема президентська бригада, 41-ша механізована і 241-ша бригада територіальної оборони українських сил. Місто атакували російські 200-та мотострілецька бригада, 299-й десантно-штурмовий полк, 11-та десантно-штурмова бригада.
6 червня російські військові атакували місто термобаричними боєприпасами. В районі міста було зафіксовано понад 1000 російських атак з мінометів та артилерії, по самому місту понад 300 разів. Також авіація росіян станом на ранок скинула 5 керованих авіаційних бомб.
На 18 червня російські окупаційні війська намагалися обходити місто з півдня та з північного сходу, а також зайшли до мікрорайону «Канал», що розташований по той бік каналу від центру міста, ближче до Бахмута.
19 червня у місті вів бої батальйон «Тавр» Об'єднаної штурмової бригади Нацполіції «Лють».
За даними Юрія Бутусова, 41-ша механізована бригада тримала район «Канал», посилена підрозділами ГУР МО «Кракен» та 225-м штурмовим батальйоном. Після того як «Кракен» виведели з району «Каналу» і смугу прийняли підрозділи 41-ї бригади, оборона «Каналу» стрімко посипалась. За оцінкою Юрія Бутусова із посиланням на військовослужбовців «Кракена» та 225-го батальйону, рівень управління 41-ї бригади був низький, комбриг Сергій Ромашко реальною обстановкою не володів, взаємодія військ була слабкою.
20 червня 24-та механізована бригада повідомила, що у зв'язку з важкою ситуацією підрозділи бригади були передислоковані до Часового Яру для посилення гарнізону міста.

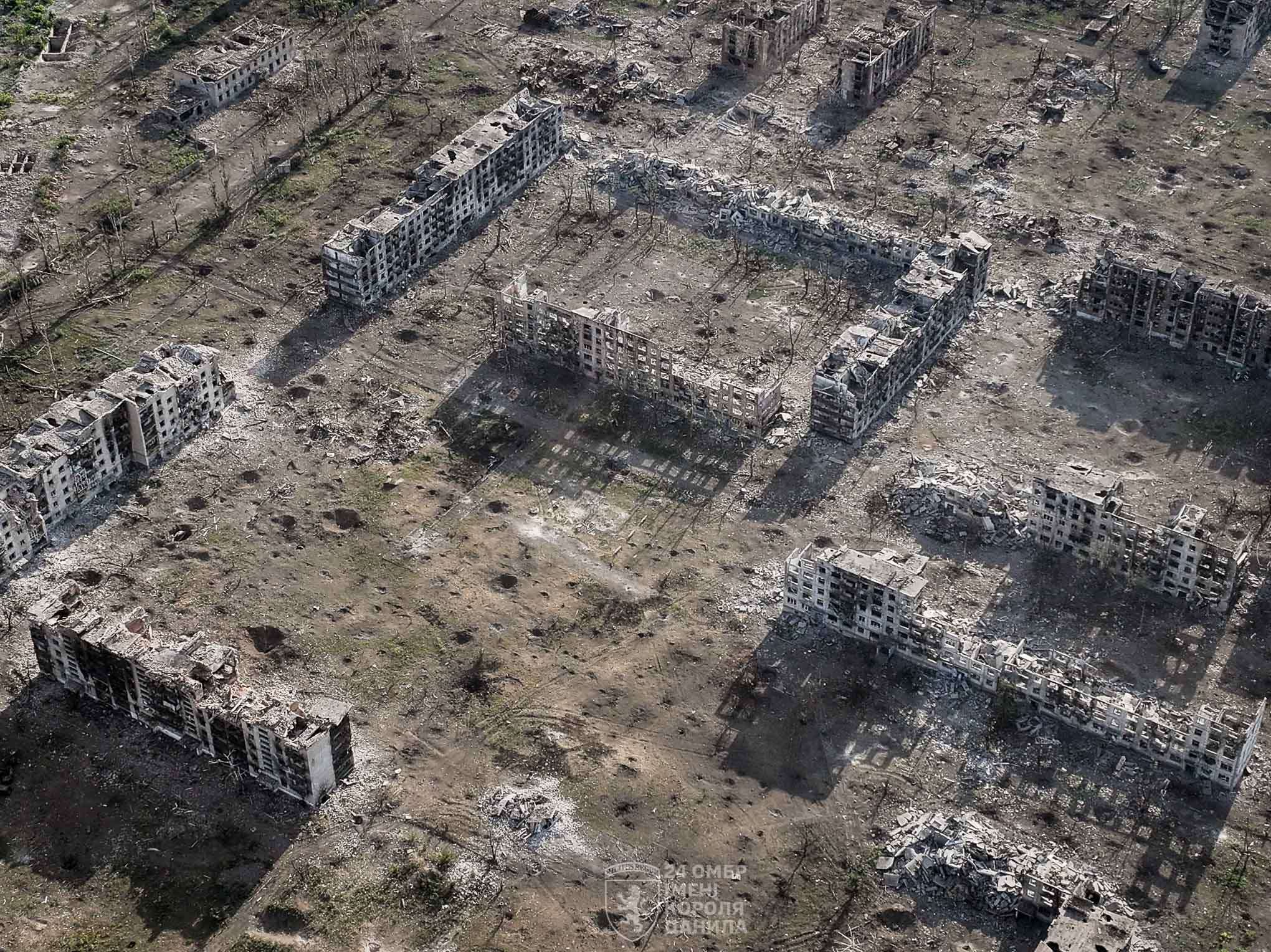
Липень 2024.

27 червня українські сили, за даними ОСУВ Хортиця, витіснили росіян із мікрорайону «Канал».
28 червня 24 ОМБр повідомила, що ситуація у місті критична, але оборона продовжується. За даними бригади, росіяни атакували десантниками, спецпризначенцями та колишніми ув'язненими із загонів «шторм-V». Росіяни атакували постійно і в лоб, і намагаються обійти місто з флангів. За даними бригади, найзапекліші бої тривали в районі каналу Сіверський Донець — Донбас.

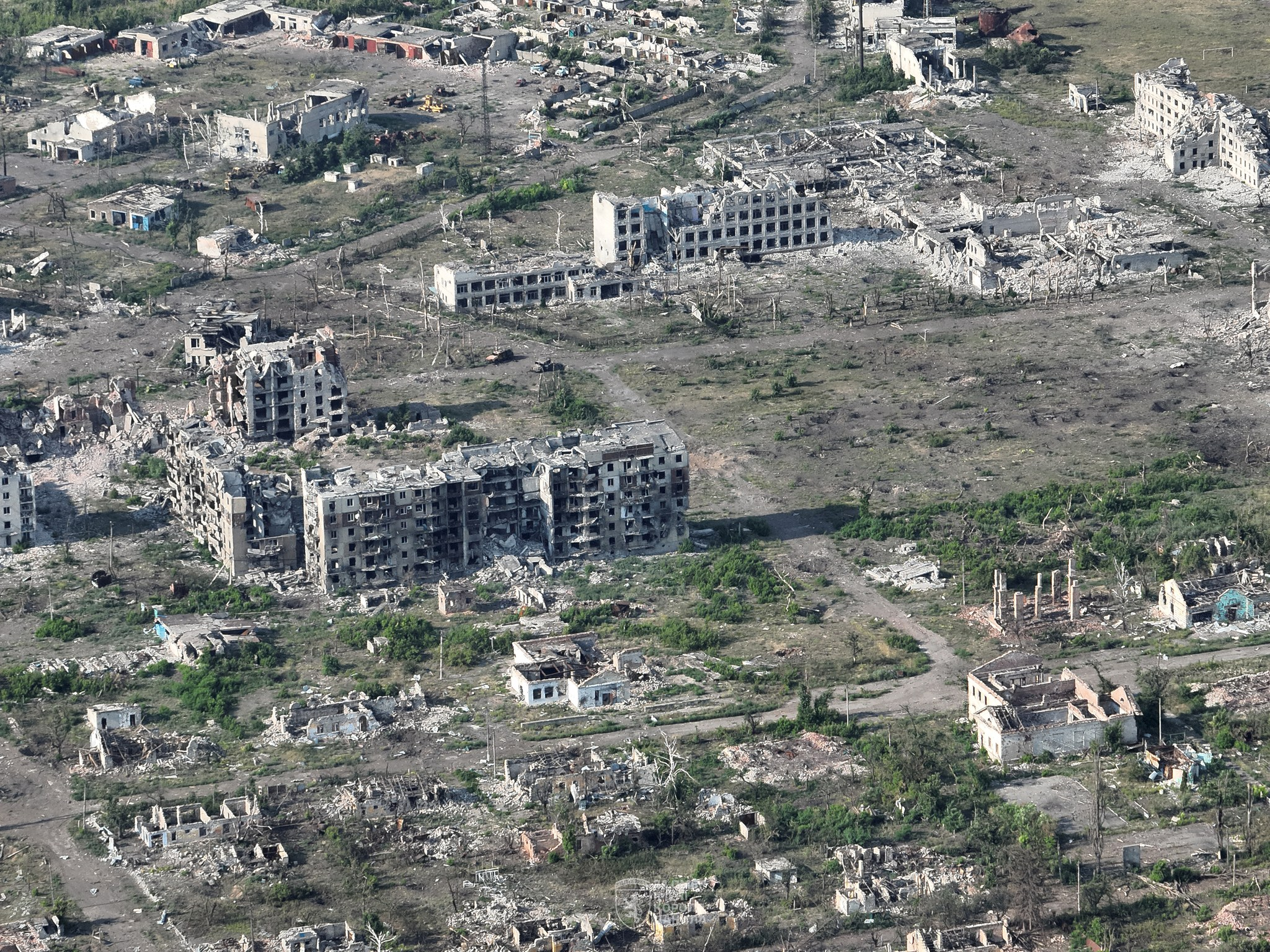
Серпень 2024.

4 серпня 2024 року повідомлялося, що російські війська змогли перейти канал Сіверський Донець — Донбас та почали закріплюватися у мікрорайоні Жовтневий.
6 серпня аеророзвідники підрозділу «Чорний лебідь» зі складу 225-го окремого штурмового батальйону ЗСУ показали кадри зруйнованого російськими військами міста.
20 листопада російські війська зайшли в центральну частину міста, зокрема майже підійшли до стадіону «Авангард».

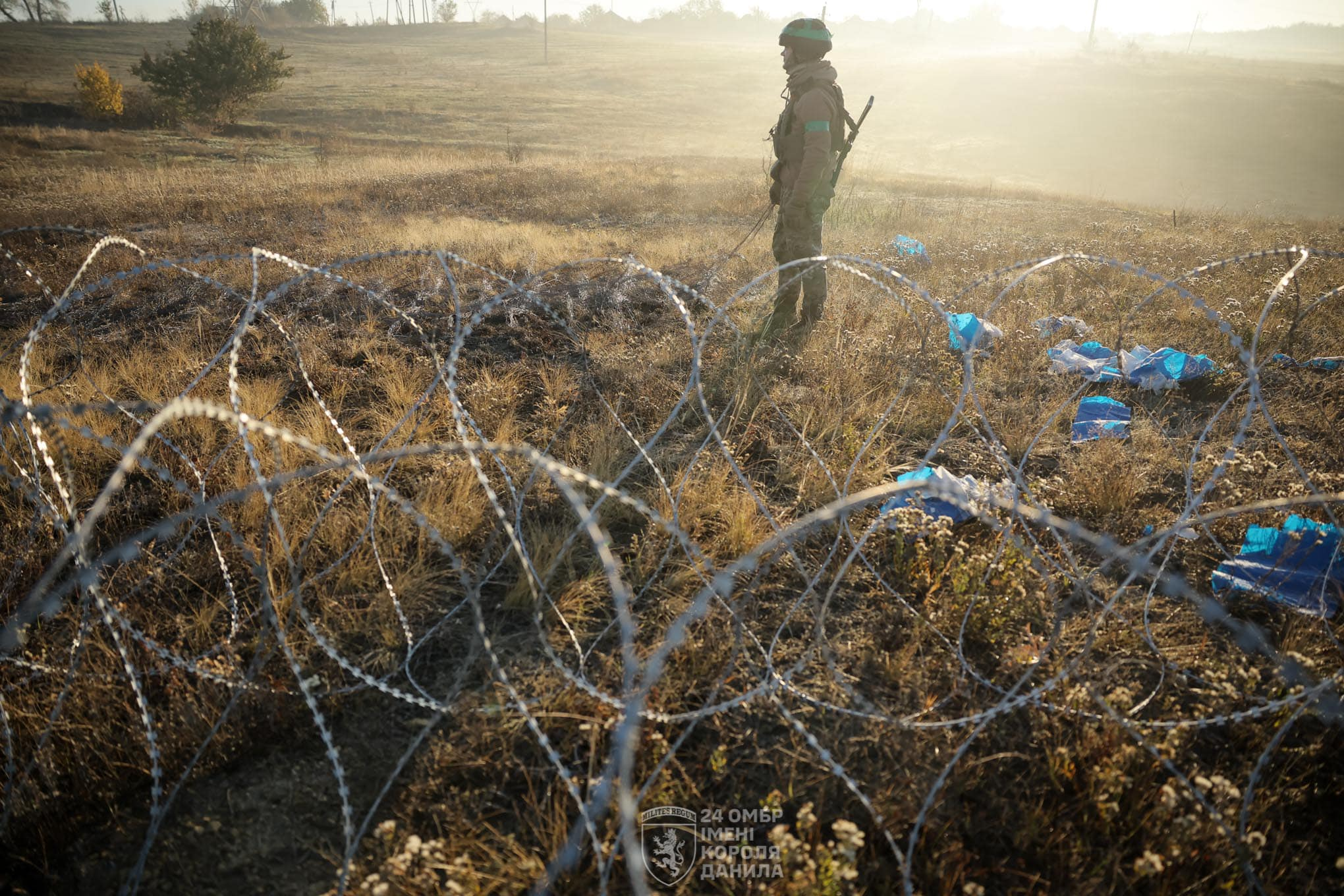
24 ОМБр встановлює дротові загородження під Часовим Яром. Листопад 2024.

На 30 грудня 2024 року українські військові контролювали Часовоярський вогнетривкий комбінат, одну з ключових споруд в контексті оборони міста. Комбінат простягається на 1 км у довжину та 500 м у ширину.
Напередодні нового 2025 року 24 ОМБр відбили один із дуже серйозних російських штурмів в районі Часового Яру. Президент Зеленський подякував бійцям та відзначив бригаду. Батальйон безпілотних авіаційних комплексів відзначився знищенням 7 одиниць техніки за добу.
18 січня 2025 року речник ОТУ «Луганськ» підполковник Дмитро Запорожець в ефірі телемарафону повідомив, що сили оборони завдали авіаудару по території Часовоярського вогнетривкого комбінату, що підтверджує перехід комбінату під контроль російської армії. Територія комбінату була надійним укріпленням для українських військ. Втрата комбінату означала відступ у житлову, побиту обстрілами забудову. Українські війська контролювали приблизно 30 % території Часового Яру. Основні цеха вогнетривкого комбінату лежали на панівних висотах міста. Втрата цих висот послабила українські оборонні позиції, і дозволила росіянам мати пряму лінію огляду на Костянтинівку.
29 січня низка російських джерел заявила про падіння міста, але ця інформація була згодом спростована повідомленнями про хід бойових дій і даними OSINT. У місті досі вже місяцями тривали жорсткі вуличні бої, в яких українські війська зупинили російський наступ до повільного просування.
6 лютого росіяни захопили центр міста.
23 лютого у місті тривали міські бої після того, як українські війська відступили зі знищеного вогнетривкого заводу. Армія РФ використала також перемерзання водойм для наступу.
6 березня, після кількатижневого затишшя через погоду, росіяни здійснили механізований штурм. Вони залучили близько 20 одиниць техніки, 16 було знищено.
19 березня бійці 24-ї механізованої та 5-ї штурмової бригад відбили черговий механізований штурм росіян. Вони знищили 5 з 6 бронемашин 98-ї дивізії ПДВ РФ.
У квітні 2025 року минув рік від початку боїв за місто.

## Втрати
За даними ОТУ «Луганськ», за рік оборони Часового Яру (квітень 2024 — квітень 2025) втрати росіян склали:
- Особовий склад: 3301 вбитий («безповоротні втрати») та 5107 поранених («санітарні втрати») — загалом понад 8400 осіб.
- Танки: Знищено 44 одиниці.
- Бойові броньовані машини (ББМ): Знищено 167 одиниць.
- Артилерійські системи: Знищено 139 одиниць.
- Засоби РЕБ: Знищено 24 одиниці.
- РСЗВ: Знищено 3 одиниці.
- Автомобільний транспорт: Знищено 693 одиниці.
- БПЛА: Знищено 7736 одиниць.